# Santo Angelo
Santo Angelo là một đô thị thuộc bang Rio Grande do Sul, Brasil. Đô thị này có diện tích 680,5 km², dân số năm 2007 là 80117 người, mật độ 117,7 người/km².